# Bundeslöschtage
Der Begriff Bundeslöschtage oder auch Aktion Löschtaste bezeichnet das umstrittene Verschwinden von Akten und Computerdaten des deutschen Bundeskanzleramts am Ende der Regierungszeit von Helmut Kohl (CDU) im September/Oktober 1998, unmittelbar vor der Übernahme des Amts durch Gerhard Schröder (SPD). Die Vorgänge wurden Gegenstand eines Parlamentarischen Untersuchungsausschusses des Deutschen Bundestages. Die Arbeit des Ausschusses unter Burkhard Hirsch (FDP) führte zu heftigen innenpolitischen Kontroversen. Es kam auch zu staatsanwaltschaftlichen Ermittlungen gegen Beamte des Bundeskanzleramts. Der Bericht des Untersuchungsausschusses wurde der Öffentlichkeit zunächst nicht zugänglich gemacht, wurde später aber über einzelne Medien bekannt.
Im Rahmen eines Vergleichs wurde im Fall eines der zunächst beschuldigten Beamten später vom Bundeskanzleramt unter Angela Merkel (CDU) festgestellt, dass der „Vorwurf der rechtswidrigen zentralen Datenlöschung […] unbegründet“ gewesen sei. Die Staatsanwaltschaft Bonn stellte das Verfahren ein. Später stellte sich heraus, dass die sechs Leuna-Ordner sowie Akten zu weiteren Privatisierungen als Kopien in mehreren Ministerien vorhanden waren. Laut den Ermittlungsbehörden blieben die Originale unauffindbar, ebenso wie weitere politisch sensible Originalakten zu anderen Privatisierungen. Auch von ihnen fanden die Ermittlungsbehörden noch Kopien an anderer Stelle. Es gab eine Kontroverse zu der Frage, ob zumindest Teile der als verschwunden gemeldeten Akten nicht doch im Kanzleramt vorgefunden wurden. Hierbei widersprachen verschiedene Akteure aus Untersuchungsausschuss, interner Ermittlungskommission und Staatsanwaltschaft einander. Ein Gutachten der Fraunhofer-Gesellschaft aus dem Jahr 2002 kam zu dem Ergebnis, dass sich eine systematische Löschung von Daten im Zusammenhang mit dem Regierungswechsel 1998 nicht belegen lasse.

## Vermisste Akten
Der Bericht des Untersuchungsausschusses, der unter der Leitung von Burkhard Hirsch (FDP) arbeitete, konstatiert, dass Akten zu folgenden Themen unvollständig seien oder geheime Akten möglicherweise vollständig vernichtet worden seien:
- Akten zum Verkauf des Spürpanzers Fuchs an Saudi-Arabien 1991
- Akten zur Privatisierung von Leuna und Minol
- Akten zu Airbuslieferungen
- Akten zu MBB-Hubschraubern an Kanada in den 1980er Jahren
- Akten zur Privatisierung der Eisenbahn-Wohnungsgesellschaften an die WCM unter Karl Ehlerding
- Akten zum Wirtschaftsgipfel Halifax
- Akten zum Schriftwechsel des Bundeskanzleramtes mit dem Rüstungslobbyisten Karlheinz Schreiber

Der ehemalige Chef des Bundeskanzleramts, Friedrich Bohl, gab vor dem Ausschuss an, keine Weisung an Mitarbeiter zur Löschung und Vernichtung von Daten ausgegeben zu haben.
Der durch Hirsch maßgeblich geprägte Bericht konnte die behauptete Aktenvernichtung nicht nachweisen – dass Akten verschwunden waren, stand außer Frage. Trotz politischer Gegenwehr der damaligen Bundesregierung (rot/grün) wurden die verbundenen Ermittlungsverfahren der Staatsanwaltschaft schließlich eingestellt. Gegen Hirsch wurden, vor allem von Seiten der CDU und der Frankfurter Allgemeinen Zeitung, schwere Vorwürfe der einseitigen, politisch motivierten Ermittlungsführung erhoben.
Am 1. Dezember 2006 stellte das zuständige Bundeskanzleramt fest, dass ein seinerzeit zuständiger Abteilungsleiter „voll rehabilitiert“ sei: „Alle Vorwürfe waren und sind unbegründet“. Das Bundeskanzleramt übernahm die dem Beamten entstandenen Anwaltskosten (FAZ, 29. Dezember 2006).
Unauffindbar waren einzelne Dokumente über Rüstungs- und Flugzeuggeschäfte und den Verkauf von bundeseigenen Eisenbahnerwohnungen. Mehrere der verschwundenen Akten standen in Zusammenhang mit der CDU-Spendenaffäre. Die Ermittlungen der Staatsanwaltschaft ergaben keinen ausreichenden Tatverdacht, um Hauptverfahren gegen einzelne Personen zu erheben, weshalb die Ermittlungen schließlich eingestellt wurden. Der zuständige Staatsanwalt Georg Linden wies später ausdrücklich darauf hin, dass diese juristische Einschätzung nicht bedeute, dass die Vorgänge auch politisch gesehen einwandfrei waren: „Dass bei manchen in der Politik und auch in Teilen der Öffentlichkeit ein flaues Gefühl zurückbleibt, mag sein. Aber wir müssen hier die Ebenen genau trennen. Wenn wir als Staatsanwälte keinen hinreichenden Tatverdacht für eine Straftat sehen, heißt das nicht, dass ein Vorgang politisch in Ordnung ist. Aber darüber hat die Staatsanwaltschaft nicht zu befinden.“

## Gelöschte Daten
Laut Aussage des ermittelnden Staatsanwalts Georg Linden ergaben die Ermittlungen, dass im Zuge des Regierungswechsels 1998 tatsächlich Datenbestände gelöscht wurden.
Die Fraunhofer-Gesellschaft erklärte gegenüber der Staatsanwaltschaft in ihrem Gutachten vom 29. Juli, für Datenlöschungen im Zeitraum September/Oktober 1998 gebe es keine direkten Anhaltspunkte aus den Festplatten des zentralen Servers im Bundeskanzleramt.
Unerörtert blieb bei dem gesamten Vorgang, ob die Löschung von Daten zwar strafrechtlich irrelevant ist, jedoch gegen die Bestimmungen des Bundesarchivgesetzes verstieß, gemäß dem allen Behörden und Stellen des Bundes die Anbietung aller ihrer Unterlagen an das Bundesarchiv zur gesetzlichen Pflicht gemacht wird. Nach diesem Gesetz darf allein das Bundesarchiv darüber entscheiden, ob Daten und Unterlagen gelöscht oder aber dauerhaft aufbewahrt werden.